# Carin Swensson
Carin Dagmar Swensson, ursprungligen Svensson, född 28 februari 1905 i Göteborg, död 14 oktober 1990 i Oscars församling i Stockholm, var en svensk skådespelare och sångare.

## Biografi
Hon var dotter till bondkomikern Sven i Myra, alias Carl Johan Svensson och dennes maka, även hon artist fram till sin död 1913.
Swensson scedebuterade i större roller 1927 och var verksam vid ett turnerade teatersällskap fram till 1930. Men redan som fyraåring medverkade hon vid ett scenframträdande på biografen Alhambra i Malmö. 
I Stockholm blev hon främst känd som revyartist där hon medverkade i Casinorevyn 1930–1932.
Hon filmdebuterade 1932 i Gösta Rodins Två hjärtan och en skuta och kom att medverka i drygt 50 filmproduktioner mest som piga eller hembiträde.
Som vissångerska framträdde hon i radio i mitten av 1930-talet bl.a. i programmet Den gamla visboken, som sändes i 40 upplagor. Från slutet av 1940-talet och intill mitten av 1960-talet uppträdde hon sommartid i folkparkerna och övriga året i de talrika föreläsningsföreningar som fanns runtom i landet. Repertoaren bestod av gamla, omtyckta visor och kupletter. 
Vid 72 års ålder sjöng hon in två LP-skivor.
Hon debuterade på Dramaten som 84-åring. Swensson var från 1937 gift med löjtnant, sedermera kapten, Sölve Thorstensson Friberg (1908–1988). De är begravda på Västerviks Gamla kyrkogård.

## Filmografi i urval
- 1932 – Två hjärtan och en skuta
- 1933 – En natt på Smygeholm
- 1935 – Bränningar
- 1935 – Kärlek efter noter
- 1935 – Under falsk flagg
- 1936 – Släkten är värst
- 1937 – Vi går landsvägen
- 1939 – Efterlyst
- 1939 – Frun tillhanda
- 1940 – Gentleman att hyra
- 1940 – Familjen Björck
- 1940 – Karusellen går
- 1940 – Lillebror och jag
- 1940 – Kronans käcka gossar
- 1940 – ... som en tjuv om natten
- 1941 – Soliga Solberg
- 1942 – Kvinnan tar befälet
- 1942 – Stinsen på Lyckås
- 1943 – Älskling, jag ger mig
- 1943 – Professor Poppes prilliga prillerier
- 1944 – Kärlek och allsång
- 1944 – Vändkorset
- 1945 – Den glade skräddaren
- 1945 – Hans Majestät får vänta
- 1947 – Kvinna utan ansikte
- 1947 – Sången om Stockholm
- 1947 – Här kommer vi ...
- 1947 – Pappa sökes
- 1947 – Dynamit
- 1948 – Marknadsafton
- 1949 – Bohus Bataljon
- 1950 – Min syster och jag
- 1950 – Anderssonskans Kalle
- 1950 – Fästmö uthyres
- 1950 – Ung och kär
- 1952 – Kronans glada gossar
- 1952 – Snurren direkt
- 1952 – Klackarna i taket
- 1953 – Kungen av Dalarna
- 1953 – Flickan från Backafall
- 1954 – Flicka med melodi
- 1954 – De röda hästarna
- 1954 – Hjälpsamma herrn
- 1955 – Vildfåglar
- 1956 – Lille Fridolf och jag
- 1963 – Den gula bilen

## Teater

### Roller (ej komplett)
| År   | Roll               | Produktion                                                            | Regi               | Teater                                  |
| ---- | ------------------ | --------------------------------------------------------------------- | ------------------ | --------------------------------------- |
| 1932 |                    | Tokstollar och högfärdsblåsor Gideon Wahlberg                         | Gideon Wahlberg    | Tantolundens friluftsteater             |
| 1934 | Marga von Rasso    | Flickor i uniform Christa Winsloe                                     | Harry Roeck Hansen | Blancheteatern                          |
| 1935 | Freda              | Bizarr musik Rodney Ackland                                           | Harry Roeck-Hansen | Blancheteatern                          |
| 1935 | Husan              | Härmed hava vi nöjet, revy Kar de Mumma, Karl-Ewert och Alf Henrikson | Harry Roeck-Hansen | Blancheteatern                          |
| 1935 | Andra barnjungfrun | Innanför grindarna Sean O'Casey                                       | Per Lindberg       | Vasateatern                             |
| 1936 |                    | Bättre mans barn Gertrude Friedberg                                   | Harry Roeck-Hansen | Blancheteatern flyttad till Vasateatern |
| 1936 | Mary               | Måste Emlyn Williams                                                  | Arthur Natorp      | Blancheteatern                          |
| 1936 | Josephine          | Hm, sa greven, revy Kar de Mumma                                      | Harry Roeck Hansen | Blancheteatern                          |
| 1937 | Edith              | Hans första premiär Svend Rindom                                      | Harry Roeck-Hansen | Blancheteatern                          |
| 1939 | Medverkande        | Honnör för 39, revy Kar de Mumma                                      | Victor Bernau      | Södra Teatern                           |
| 1939 | Renée              | Vi tjuvar (Fric-Frac) Édouard Bourdet                                 | Sandro Malmquist   | Nya Teatern                             |
| 1942 |                    | Sibyllan i 5:an Gideon Wahlberg                                       | Gideon Wahlberg    | Tantolundens friluftsteater             |
| 1942 | Medverkande        | Glada gatan, revy Ch. Henry och Einar Molin                           | Gideon Wahlberg    | Odeonteatern, Stockholm                 |
| 1943 | Medverkande        | Peppar och parfym, revy Ch. Henry och Einar Molin                     | Gideon Wahlberg    | Odeonteatern, Stockholm                 |
| 1962 | Mor Nilla          | Erasmus Montanus Ludvig Holberg                                       | Gösta Terserus     | Parkteatern                             |

## Radioteater

### Roller
| År   | Roll                                 | Produktion                                         | Regi           |
| ---- | ------------------------------------ | -------------------------------------------------- | -------------- |
| 1953 | Mia, uppasserska på Djurgårdsslätten | Midsommar August Strindberg                        | Palle Brunius  |
| 1953 | Vittnet Gustavsson                   | Hillmans semester: Vatten över huvet Folke Mellvig | Lars Madsén    |
| 1956 | Första köksan                        | Det var en gång (Der var engang) Holger Drachmann  | Helge Hagerman |
| 1957 | Servitrisen                          | Grönt för mord Folke Mellvig                       | Arne Mattsson  |

## Nottryck
- Carin Swenssons visor. Stockholm: Svenska visförlaget, 1950

## Diskografi
- Bondkomikerns dotter LP. Telefunken, 1978.
- Carin Swensson - en visans väninna. LP. Telefunken, 1979.
- Carin Swenson på 78-varvare